# كانيون داي (أريزونا)
كانيون داي (بالإنجليزية: Canyon Day CDP, Arizona)‏ هي منطقة سكنية تقع بولاية أريزونا في الولايات المتحدة. تبلغ مساحتها 13.16 كم2، وترتفع عن سطح البحر 1524 م، بلغ عدد سكانها 1,209 نسمة في عام 2010 حسب إحصاء مكتب تعداد الولايات المتحدة وتصل الكثافة السكانية فيها 91.9 نسمة لكل كيلومتر مربع (238.0/ميل2).

## التركيبة السكانية
حدّد مكتب تعداد الولايات المتحدة بيانات التركيبة السكانية لكانيون داي في تعداد الولايات المتحدة. في ما يلي، التركيبة السكانية حسب تعدادي 2000 و2010.

### تعداد عام 2000
بلغ عدد سكان كانيون داي 1,092 نسمة بحسب تعداد عام 2000، وبلغ عدد الأسر 271 أسرة وعدد العائلات 227 عائلة مقيمة في المنطقة السكنية. في حين سجلت الكثافة السكانية 83 نسمة لكل كيلومتر مربع (215.0/ميل2). وبلغ عدد الوحدات السكنية 301 وحدة بمتوسط كثافة قدره 22.9 لكل كيلومتر مربع (59.3/ميل2).
وتوزع التركيب العرقي للمنطقة السكنية بنسبة 1.01% من البيض و98.53% من الأمريكيين الأصليين و0.18% من الأعراق الأخرى و0.27% من عرقين مختلطين أو أكثر و0.64% من الهسبانيون أو اللاتينيون من أي عرق.
بلغ عدد الأسر 271 أسرة كانت نسبة 67.5% منها لديها أطفال تحت سن الثامنة عشر تعيش معهم، وبلغت نسبة الأزواج القاطنين مع بعضهم البعض 46.1% من أصل المجموع الكلي للأسر، ونسبة 31.7% من الأسر كان لديها معيلات من الإناث دون وجود شريك، بينما كانت نسبة 5.9% من الأسر لديها معيلون من الذكور دون وجود شريكة وكانت نسبة 16.2% من غير العائلات. تألفت نسبة 15.5% من أصل جميع الأسر من عدة أفراد يعيشون في نفس المنزل ونسبة 2.2% كانت تتألف من شخص يعيش بمفرده يبلغ من العمر 65 عاماً أو أكثر. وبلغ متوسط حجم الأسرة المعيشية 4.03، أما متوسط حجم العائلات فبلغ 4.42.
بلغ العمر الوسطي للسكان 23.2 عاماً. وكانت نسبة 43.6% من القاطنين تحت سن الثامنة عشر، وكانت نسبة 9.2% بين الثامنة عشر والرابعة والعشرين عاماً، ونسبة 26.1% كانت واقعةً في الفئة العمرية ما بين الخامسة والعشرين والرابعة والأربعين عاماً، ونسبة 17% كانت ما بين الخامسة والأربعين والرابعة والستين، ونسبة 4% كانت ضمن فئة الخامسة والستين عاماً فما فوق. يوجد لكل 100 أنثى 92.9 ذكر، ويوجد لكل 100 أنثى في الثامنة عشر من عمرها فما فوق 84.4 ذكر.
بلغ متوسط دخل الأسرة في المنطقة السكنية 20,987 دولارًا، أما متوسط دخل العائلة فبلغ 22,633 دولارًا. وكان متوسط دخل الذكور 25,469 دولارًا مقابل 17,813 دولارًا للإناث. وسجل دخل الفرد الخاص بالمنطقة السكنية 6,940 دولارًا. وكانت نسبة 32.2% من العائلات ونسبة 40% من السكان تحت خط الفقر، وكان من هؤلاء نسبة 46.5% تحت سن الثامنة عشر ونسبة 8% في الخامسة والستين من العمر وما فوق.

### تعداد عام 2010
بلغ عدد سكان كانيون داي 1,209 نسمة بحسب تعداد عام 2010، وبلغ عدد الأسر 298 أسرة وعدد العائلات 247 عائلة مقيمة في المنطقة السكنية. في حين سجلت الكثافة السكانية 91.9 نسمة لكل كيلومتر مربع (238.0/ميل2). وبلغ عدد الوحدات السكنية 310 وحدة بمتوسط كثافة قدره 23.6 لكل كيلومتر مربع (61.1/ميل2).
وتوزع التركيب العرقي للمنطقة السكنية بنسبة 0.08% من البيض و99.50% من الأمريكيين الأصليين و0.08% من الأعراق الأخرى و0.33% من عرقين مختلطين أو أكثر و1.24% من الهسبانيون أو اللاتينيون من أي عرق.
بلغ عدد الأسر 298 أسرة كانت نسبة 59.4% منها لديها أطفال تحت سن الثامنة عشر تعيش معهم، وبلغت نسبة الأزواج القاطنين مع بعضهم البعض 40.6% من أصل المجموع الكلي للأسر، ونسبة 31.9% من الأسر كان لديها معيلات من الإناث دون وجود شريك، بينما كانت نسبة 10.4% من الأسر لديها معيلون من الذكور دون وجود شريكة وكانت نسبة 17.1% من غير العائلات. تألفت نسبة 13.4% من أصل جميع الأسر من عدة أفراد يعيشون في نفس المنزل ونسبة 4% كانت تتألف من شخص يعيش بمفرده يبلغ من العمر 65 عاماً أو أكثر. وبلغ متوسط حجم الأسرة المعيشية 4.06، أما متوسط حجم العائلات فبلغ 4.36.
بلغ العمر الوسطي للسكان 24.9 عاماً. وكانت نسبة 35.8% من القاطنين تحت سن الثامنة عشر، وكانت نسبة 14.4% بين الثامنة عشر والرابعة والعشرين عاماً، ونسبة 23.4% كانت واقعةً في الفئة العمرية ما بين الخامسة والعشرين والرابعة والأربعين عاماً، ونسبة 19.4% كانت ما بين الخامسة والأربعين والرابعة والستين، ونسبة 6.9% كانت ضمن فئة الخامسة والستين عاماً فما فوق. وتوزع التركيب الجنسي للسكان بنسبة 48.6% ذكور و51.4% إناث.